# Teodoro Goliardi
Teodoro Emilio Adolfo Goliardi Pamparato (Montevideo, 28 maggio 1927 – Maldonado, 14 dicembre 1997) è stato uno schermidore uruguaiano.

## Biografia
Ha partecipato ai  Giochi della XVI Olimpiade di Melbourne nel 1956 ed ai Giochi della XVII Olimpiade di Roma nel 1960.

## Palmarès
In carriera ha conseguito i seguenti risultati:
- Giochi panamericani:

Città del Messico 1955: argento nella sciabola a squadre.
Chicago 1959: bronzo nella sciabola individuale.